# 久本玄智
久本 玄智（ひさもと げんち、1903年（明治36年）4月14日 - 1976年（昭和51年）3月21日）は、島根県生まれの作曲家、ピアノ演奏家、邦楽演奏家である。
5歳で失明した。東京盲学校卒業。山田流箏曲を初代萩岡松韻(しょういん)に、ピアノ、声楽を舟橋栄吉に学ぶ。東京盲学校の教諭として勤務。東京教育大学教授を務めた。
日本で初めて点字楽譜で演奏した。東京盲学校出身の山田流筝曲家山川園松（1909-1984）、初世宮下秀冽（1909-1993）などと共に若い世代の新作邦楽は新邦楽と呼ばれた。
昭和51年（1976年）3月21日死去。享年72。

## 作品の特徴

### 演奏形態
- 同調箏、又は箏尺八（飛躍）
- 尺八、箏（春の恵）
- 箏、高低（三段の調）

## 作品
- 1931年7月 飛躍 - 洋楽に影響を受けた、明るくテンポのよい楽曲
- 1931年4月 春の恵 - 代表作
- 1943年春 三段の調 - 本手平調子で初心者でも弾きやすい入門曲。生田流でも用いられる

以下は作曲年ではなく出版年、曲名、著者、出版社
- 1949年1月 月夜 都山流尺八音譜 中尾都山著、全音樂譜出版社

以下は出版年、曲名、著者は中島雅樂之都、出版社は邦樂社大阪支店。
- 1952年2月 秋の初花
- 1952年2月 輝く陽
- 1952年2月 希望の光
- 1952年2月 雲井調子による箏獨奏曲
- 1952年2月 光輝
- 1952年2月 小夜更けて
- 1952年2月 静夜
- 1952年2月 月夜
- 1952年2月 夏の初花
- 1952年2月 濱辺の波
- 1952年2月 春の初花
- 1952年2月 春の光
- 1952年2月 春の惠み
- 1952年2月 冬の初花
- 1952年2月 虫の樂
- 1952年4月 飛躍
- 1952年4月 春興
- 1952年7月 秋の思
- 1952年7月 朝の歌
- 1952年7月 あられの踊
- 1952年7月 川瀬の宿
- 1952年7月 こでまりの花
- 1952年7月 三段の調べ
- 1952年7月 早春
- 1952年7月 月見草
- 1952年7月 椿の蕾
- 1952年7月 露
- 1952年7月 流れの花びら
- 1952年7月 渚の花
- 1952年7月 夏の憶ひ
- 1952年7月 花の露草
- 1952年7月 薔薇の花
- 1952年7月 水すまし
- 1952年7月 虫の声